# 预订桌位
预订桌位是指人們为了前往餐厅吃飯時能有一个空位而提前向餐廳要求預留空位。世界上绝大多数餐厅前往就餐時不需要预订，有些餐厅没甚至根本没有任何渠道讓顧客预订桌位，不過在人满为患的城市的高端餐厅往往需要预订，有些餐厅的空位可能提前几周就被人预订了。有许多餐廳推出了在线预订系统。
大多数餐馆不会向预订空位後卻不來就餐的顾客收费， 并且法院也不会对不履行预定义务的餐厅处以重罚。尽管如此，一旦有些顧客知道自己在预订時間內無法前往就餐，出於禮貌，顧客會打电话給餐廳取消先前的预订。